# Groenlo
Groenlo (basso sassone: Grolle, Grol) è una località dei Paesi Bassi di 10 062 abitanti situata nella municipalità di Oost Gelre, nella provincia della Gheldria.